# سرزمین ویکتوریا

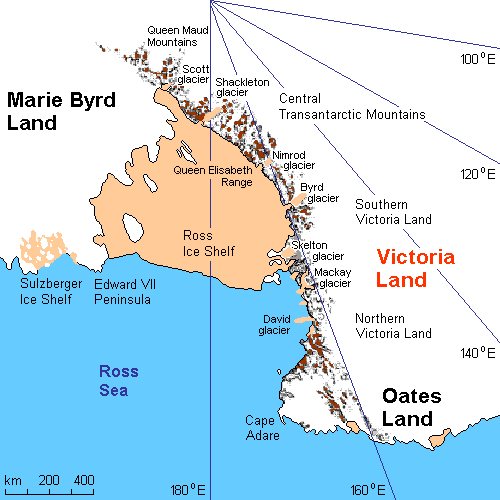
نقشه سرزمین ویکتوریا

سرزمین ویکتوریا (انگلیسی: Victoria Land) نام منطقه‌ای در جنوبگان است که جبهه غربی دریای راس و یخ‌تاق راس را تشکیل می‌دهد. این سرزمین در امتداد جنوبی از مدار ۷۰ درجه و ۳۰ دقیقه تا مدار ۸۰ درجه جنوبی و در امتداد غربی از دریای راس تا لبه فلات جنوبگان گسترده شده‌است. سرزمین ویکتوریا توسط جیمز کلارک راس در ژانویه ۱۸۴۱ کشف شد و به نام ملکه ویکتوریا نام‌گذاری گردید. کاشفان اولیه این سرمین جیمز کلارک راس و داگلاس ماوسون بودند.
این سرزمین رشته‌هایی از کوهستان ترانس‌آنتراکتیک را در بر دارد.